# 酢酸クロム(II)
酢酸クロム(II) （さくさんクロム、Chromium(II) acetate）は、化学式が Cr2(CH3COO)4(H2O)2 の化合物である。一般的には、省略した形 Cr2(OAc)4(H2O)2 で書かれる。この化合物とその誘導体のいくつかは金属の特性の一つである四重結合を持つ。Cr2(OAc)4(H2O)2の合成は空気中で相当過敏に反応するため学生実験のテストに使われる。酢酸クロム(II)には二水和物と無水物が存在する。
酢酸クロム(II)は反磁性の粉末で、ダイヤモンド型の結晶に成長する。非イオン性であり、水、メタノールへの溶解度は低い。

## 構造
Cr2(OAc)4(H2O)2分子は、クロム2原子と水2分子、酢酸イオン4分子の配位子を含む。クロム原子の周りにはバランスよく酢酸配位子由来の酸素原子が正方形に取り囲み、2つの水分子はそれぞれのクロム原子の軸方向逆向きに結合しており、クロム原子を中心とした八面体分子構造を取っている。クロム原子は互いに四重結合で結合しており、分子はD4h対称を持つ（水素原子の位置は無視する）。基本構造が似たものに酢酸ロジウム(II)Rh2(OAc)4(H2O)2 と酢酸銅(II)Cu2(OAc)4(H2O)2があるが、これらの化学種は短いM–M結合を持たない。
2つのクロム原子の間の四重結合は他の金属と同じようにd軌道の重なりによっておこる。dz2の重なりはσ結合、dzxとdyz軌道はπ結合、dxy軌道はδ結合を与える。また、この四重結合は低い磁気モーメントと236.2±0.1pmという2原子間の短さによって確認される。また、軸方向の配位子を無くし、カルボン酸を等電子価の窒素に置換するとCr–Cr結合は184pmを記録する。

## 歴史
en:Eugène-Melchior_Péligotが1844年に初めて酢酸クロム(II)を報告した。彼の合成物質は二量体 Cr2(OAc)4(H2O)2だったらしい。酢酸銅(II)を加えて、その珍しい構造が明らかになったのは1951年のことである。

## 合成
始めにクロム(III)化合物水溶液に還元剤の亜鉛を使ってクロム(II)に還元する。次に、得られた青色のクロム(II)溶液を酢酸ナトリウムで処理する。するとすぐに明るい赤色の酢酸クロムの粉末が沈殿する。
{\displaystyle {\ce {{Cr^{6+}}+2Zn->{Cr^{2+}}+2Zn^{2+}}}}
{\displaystyle {\ce {{2Cr^{2+}}+{4OAc^{-}}+2H2O->Cr2(OAc)4(H2O)2}}}
Cr2(OAc)4(H2O)2の合成は、反応が赤い沈殿によって容易に示されるため大学の無機化学の学生実験の技能試験として伝統的に行われてきた。代替ルートとしてクロモセンからカルボン酸クロム(II)を合成する方法がある。
{\displaystyle {\ce {{4HO2CR}+ 2Cr(C5H5)2 -> {Cr2(O2CR)4}+ 4C5H6}}}
この反応の利点は無水和物を得られるという点である。
Cr2(OAc)4(H2O)2はその得やすさから、しばしば他のクロム(II)化合物の合成の際の出発物質として利用される。また、酢酸の位置に別のカルボン酸を持たせたり、水分子の位置に別の塩基を持たせたりした類縁化合物も合成されている。